# Pedro Guilherme-Moreira
Pedro Guilherme-Moreira (Porto, 1969) é um advogado e escritor português. Foi dos primeiros advogados a ganhar o Prémio João Lopes Cardoso e como escritor, estreou-se em 2011 com o romance A Manhã do Mundo.
Pedro Guilherme-Moreira nasceu no Porto no Verão de 1969 e formou-se na Universidade de Coimbra.
Em 1999, completados os 30 anos, o seu artigo As novas tecnologias ao serviço do advogado foi publicado na Revista da Ordem dos Advogados. Por este trabalho, Guilherme-Moreira viria a ser dos primeiros a receber os Prémio Dr. João Lopes Cardoso, instituído em homenagem ao advogado portuense, pelo Conselho Distrital do Porto da Ordem dos Advogados. Este prémio distingue os trabalhos apresentados pelos Advogados Estagiários no final do estágio, sendo publicados em livro em 2002, pela editora Almedina.
Em Maio de 2011, Guilherme-Moreira publica o seu primeiro livro: o romance A Manhã do Mundo, com chancela da Publicações Dom Quixote.
No início de 2013, com um poema denominado “Plátano”, Pedro Guilherme-Moreira foi o vencedor do "Concurso de Textos de Amor 2012" do Museu da Imprensa. Nesta que foi a 12ª edição do galardão, de entre 500 texto, o autor recebeu ainda uma das sete Menções Honrosas com “Rascunho de cena de sexo de um romancista incompetente ou prosa irregular ou poema limiar”. Entre os galardoados anteriores com este prémio encontramos nomes como o do repórter da revista Visão e vencedor da primeira edição do concurso Miguel Carvalho (2001) ou o arqueólogo e professor Vítor Oliveira Jorge (2008). A partir de 2013 este concurso passaria a denominar-se "Concurso de Textos de Amor Manuel A. Pina", em homenagem ao jornalista e escritor Manuel António Pina.
Publicou, em Fevereiro de 2014, o seu segundo romance Livro Sem Ninguém, pela Publicações Dom Quixote. Esta obra foi finalista do Prémio LeYa em 2012, ano em que viria a ser atribuído a Nuno Camarneiro.

{{http://www.tsf.pt/Programas/programa.aspx?content_id=2316097&audio_id=3778130}}
Publicou em Setembro de 2017  o terceiro romance, "Saramaguíada" na Poética Edições, tendo sido acolhido entusiasticamente pela crítica da Professora Agripina Vieira no Jornal de Letras (Cfr original do artigo do JL)  , que a termina da seguinte forma: "(...) As grandes obras, aquelas que perdurarão na mente dos leitores, são as que incomodam, porque abalam certezas, desarrumam pensamentos, desconstroem convenções. Tudo isto sucede com a leitura de Saramaguíada de Pedro Guilherme-Moreira, um livro surpreendente e belo (...)". No início da crítica, escreve ainda a professora universitária de literatura: "O seu Saramaguíada, publicado no passado mês de Setembro pela Poética Edições, faz parte daquele grupo (pequeno) de textos de que falava Proust. Dizia o autor francês que, de quando em vez, surge um escritor original que alicerça o seu texto numa rede de relações significantes novas e inovadoras que interpela os leitores. A leitura destes textos não se compadece com imediatismos e linearidades, e se esse facto pode desanimar é apenas porque sentimos “que le nouvel écrivain est plus agile que nous”.
Na sinopse  , podemos ler: "A maior aventura de sempre, obrigatória em qualquer biblioteca. Espécie de Ilha do Tesouro e Odisseia a caminho de um Saramago ideal, com passagem pelo Lolita, de Nabokov. Saramago (Esse) cruza-se com a parte de dentro dos livros e dos autores que nos maravilharam a todos, de Eça de Queirós a Virginia Woolf, de Confúcio a O'Neill, de Gogol ao Padre António Vieira, de Rodrigues Miguéis ao Margites (de Homero), de Vlado Herzog (mártir do jornalismo brasileiro) a Voltaire (com quem priva), de Campos de Carvalho (surrealista brasileiro) a Alda Lara (a poetisa angolana das meninas pardas), de Fernando Pessoa a alguns dos seus heterónimos, como Maria José e Charles Robert Anon. e vai a todos os lugares, do Hotel Mirana (Lolita) a uma Paris (em dois tempos), de Lisboa à Tormes de Eça, da Corfu de Nabokov à Davos de Thomas Mann.
É uma celebração absoluta da literatura universal. Crítica divertida e mordaz dos tempos pós-modernos, com especial enfoque no jornalismo, é um romance com rasgo, que fazia falta ao nosso quintal. Corre o risco de ser uma obra-prima. Saramago (Esse) recebe uma missão do próprio Dom Quixote, e vai precisar de um escudeiro (Charles) e de um rocim (Shadow). (...)"